# Eucyclops microdenticulatus
Eucyclops microdenticulatus – gatunek widłonoga z rodziny Cyclopidae, nazwa naukowa gatunku została po raz pierwszy opublikowana w 1939 roku przez szwedzkiego zoologa Knuta Lindberga.